# منسية
منسية  قرية سوريّة تتبع إداريّاً لمحافظة حلب منطقة عين العرب ناحية صرين، بلغ تعداد سكانها 196 نسمة حسب التعداد السكاني لعام 2004.